# Kværndrup
Kværndrup är en tätort i Fåborg-Midtfyns kommun i Region Syddanmark i Danmark. Tätorten har 1 705 invånare (2024). Den ligger på Fyn, cirka 7 kilometer sydost om Ringe.